# Sân bay Şanlıurfa
Sân bay Şanlıurfa (IATA: GNY, ICAO: LTCS) là một sân bay ở Şanlıurfa, Thổ Nhĩ Kỳ. Sân bay này có một đường cất hạ cánh dài 2165 m bề mặt nhựa đường.

## Các hãng hàng không và các tuyến điểm
Hiện có các hãng hàng không sau đang hoạt động tại sân bay này:
- Atlasjet (Istanbul-Atatürk)
- Fly Air (Istanbul-Atatürk)
- Turkish Airlines (Ankara, Istanbul-Atatürk)[3]